# Anton Cyril Stojan

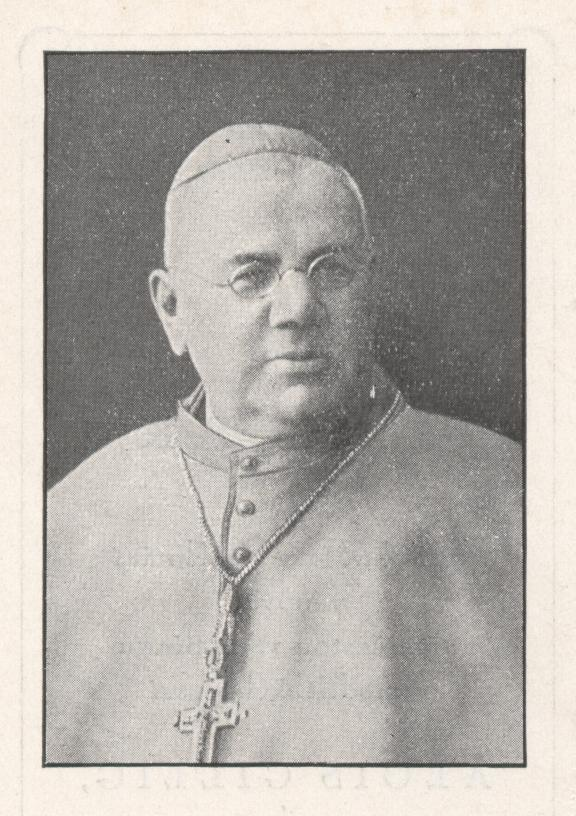
Erzbischof Anton Cyril Stojan

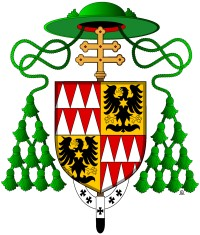
Erzbischöfliches Wappen

Anton Cyril Stojan (tschechisch: Antonín Cyril Stojan; * 22. Mai 1851 in Beňov, Kaisertum Österreich; † 29. September 1923 in Olmütz, Tschechoslowakei) war von 1921 bis 1923 Erzbischof des Erzbistums Olmütz. Stojan war ein bedeutender Förderer der cyrillo-methodianischen Idee. Über Jahrzehnte wirkte er für die Einheit der christlichen Kirche, indem er aktiv für eine Annäherung von Katholiken und Orthodoxen eintrat.

## Leben
Stojan war das fünfte von acht Kindern eines armen Dorfschusters. 1872 legte er in Kremsier das Abitur ab. Danach studierte er an der theologischen Fakultät in Olmütz und empfing 1876 die Priesterweihe durch den Olmützer Erzbischof Friedrich Egon von Fürstenberg. Nach kurzer Tätigkeit in Štíty wirkte er 11 Jahre als Kaplan in Příbor. 1888–1908 war er Pfarrer in Dražovice. 1896 promovierte er in Theologie. 1908–1917 war er Propst des Kollegiatkapitels St. Mauritz in Kremsier, seit 1917 gehörte er als residierender Domherr dem Kathedralkapitel in Olmütz an. Anfang 1921 wurde er zum Kapitularvikar gewählt und im März desselben Jahres vom Heiligen Stuhl zum Erzbischof von Olmütz ernannt. Wegen des schlechten Verhältnisses der tschechoslowakischen Regierung zum Vatikan war die Wiederbesetzung der mährischen Erzdiözese mit Schwierigkeiten verbunden.
Neben seiner Tätigkeit als Priester war Stojan auch politisch aktiv. Er wurde 1897 Abgeordneter im Wiener Reichsrat für die tschechischen Klerikalen, zwei Jahre später war er einer der Mitbegründer der Christlich-sozialen Partei und wurde deren Abgeordneter im mährischen Landtag. Nach der Gründung der Tschechoslowakei gehörte Stojan der ersten Nationalversammlung an, erlangte 1920 ein Mandat für die zweite Parlamentskammer und war somit Senator der tschechoslowakischen Republik.
Stojan wirkte als Organisator und Inspirator zahlreicher katholischer kultureller und sozialer Einrichtungen und Vereine in Mähren. Besonders intensiv waren seine Bemühungen im Bereich der Volksbildung. Er engagierte sich auch für den Erhalt von zwei wichtigen mährischen Wallfahrtsstätten und Kulturdenkmälern: des mährischen heiligen Berges Hostýn und des ehemaligen Zisterzienserstifts Velehrad. Stojan war einer der wichtigsten Förderer der Cyrill- und Method-Bewegung in Mähren, die einen Katholizismus tschechischer und allgemein slawischer Prägung anstrebte. Religiöses Zentrum dieser Bewegung war der Velehrad, der zu Zeiten des Großmährischen Reiches der Bischofssitz des Methodius gewesen sein soll. 1901 begründete Stojan den Cyrillo-Methodianischen Kulturfonds zur Unterstützung des katholischen tschechischen Schulwesens und 1907 eine Cyrillo-Methodianische Druck- und Verlagsanstalt. Zwei Jahre später errichtete er die Akademie  von Velehrad, die unter anderem den theologischen Austausch mit der slawischen Orthodoxie fördern sollte und eine eigene wissenschaftliche Zeitschrift herausgab. 1916 wurde schließlich noch eine Päpstliche  Missionsanstalt auf dem Velehrad errichtet, die auf eine Wiedervereinigung der orthodoxen Slawen mit der römischen Kirche hinwirken sollte. Diesem Gedanken galten auch mehrere von Stojan organisierte Tagungen und Kongresse sowie seine mannigfaltige schriftstellerische und publizistische Tätigkeit. Als Domherr und Bischof hat sich Stojan aber auch für die Verbesserung der Ausbildung deutscher Priester im Erzbistum Olmütz engagiert.
Der Erzbischof erlitt am 11. Mai 1923 einen Gehirnschlag, an dessen Folgen er wenig später verstarb. Er ist in der Basilika des Klosters Velehrad bestattet.
Die Erzdiözese Olmütz hat in Rom um die Seligsprechung Stojans gebeten. Papst Franziskus erkannte ihm am 14. Juni 2016 den heroischen Tugendgrad zu.